# Iato
Col termine iato (dal latino hiatus, "apertura") si indica un fenomeno linguistico che consiste nel dividere tra due sillabe due vocali (o meglio: due vocoidi) che altrimenti farebbero parte della stessa sillaba, vocali quindi che vengono accostate e pronunciate con due emissioni di voce.

## Pronuncia
La pronuncia tradizionale di iato è /iˈato/, trisillabo (i-à-to), ma la variante bisillaba è ammessa: Ugo Foscolo scriveva il iato, Giosuè Carducci gli iati; il latinista Alfonso Traìna è per la pronuncia trisillaba, Luciano Canepàri preferisce quella bisillaba /ˈjato/.
La pronuncia oggi prevalente, lo iato /lo ˈjato/, non contiene iato bensì un suo opposto, il cosiddetto dittongo ascendente, la sequenza di una consonante approssimante /j/ e di una vocale /a/, al contrario della pronuncia tradizionale l'iato /liˈato/ che contiene un vero iato.

## Tipi di iato in italiano
Con iato nella grammatica italiana si intendono due fenomeni letteralmente distinti.
In primo luogo, si considera tradizionalmente iato l'incontro di due vocali forti /e, ɛ, a, ɔ, o/, con l'accento sulla prima vocale; in secondo luogo si considera iato l'incontro di due vocali forti con l'accento sulla seconda, oppure l'incontro di una vocale forte con una debole la quale è però accentata (oppure ancora la sequenza /ii/).
Ogni lista ha restrizioni date all'inizio: a parte queste, non tutte le possibilità d'incontro sono attualmente realizzate nella lingua italiana; non si considerano pertinenti le parole dialettali né le interiezioni.

### Nessi vocalici "forti"
- /aa/ come in Nausìcaa
- /ae/ come in paesàno
- /ao/ come in baobàb

- /ɛa/ come in Galilèa
- /ɛe/ come in idèe
- /ɛo/ come in galatèo

- /ea/ come in lealménte
- /ee/ come in idónee
- /eo/ come in leoncìno

- /ɔa/ come in òasi
- /ɔe/ come in eròe
- /ɔo/ come in zòo

- /oa/ come in coacèrvo
- /oe/ come in coesióne
- /oo/ come in Alcìnoo

### Nessi vocalici con la prima vocale ("debole") accentata
- /ˈia/ come in zìa
- /ˈie/ come in zìe
- /ˈio/ come in zìo

- /ˈua/ come in sùa
- /ˈue/ come in sùe
- /ˈuo/ come in sùo

#### Altri casi
- /ˈii/ come in zìi
- /ˈuu/ come in contìnuum

#### Nessi vocalici non accentati
- /iu/ -
- /ui/ come in flüidità; intüirài
- /u.a/ come in indivìdüano
- /u.e/ come in insinüerò
- /u.o/ come in *àrgüono

### Nessi vocalici con l'accento sulla vocale successiva
- /aˈa/ come in Caàba
- /aˈe/ come in paése
- /aˈɛ/ come in aèdo
- /aˈi/ come in Caìno
- /aˈo/ come in licaóne
- /aˈɔ/ come in Aòsta
- /aˈu/ come in paùra

- /eˈa/ come in beàto
- /eˈe/ come in lineétta
- /eˈɛ/ come in Geènna
- /eˈi/ come in veìcolo
- /eˈo/ come in beóne
- /eˈɔ/ come in beòta
- /eˈu/ come in reùccio

- /iˈa/ come in ïàto (pronuncia tradizionale)
- /iˈe/ come in zïétta
- /iˈɛ/ come in clïènte
- /iˈi/ come in pïìssimo
- /iˈo/ come in pïóne
- /iˈɔ/ come in pïòlo
- /iˈu/ come in Frïùli

- /oˈa/ come in coàna
- /oˈe/ come in coéso
- /oˈɛ/ come in Noè
- /oˈi/ come in moìna
- /oˈo/ come in coórte
- /oˈɔ/ come in coòpero
- /oˈu/ come in noùmeno

- /uˈa/ come in Lüàna
- /uˈe/ come in düétto
- /uˈɛ/ come in crüènto
- /uˈi/ come in Lüìgi
- /uˈo/ come in müóne
- /uˈɔ/ come in flüòro
- /uˈu/ come in düùnviro

#### Nessi vocalici con l'accento sulla terza vocale
- /uˈja/ come in continüiamo

## Iati e dittonghi
Questa definizione di iato è però contestata da Piero Fiorelli e dallo stesso Luciano Canepari, i quali ritengono che solo l'ultima lista sia da considerarsi contenente veri iati: la prima e la seconda conterrebbero dittonghi a tutti gli effetti; anche nella metrica poetica, in effetti, i nessi vocalici "forti" (con l'accento sulla prima vocale) vengono solitamente considerati dittonghi, a meno che il poeta non usi la dieresi, che talvolta viene posta tipograficamente sulla prima vocale grafica.